# Monoïde (théorie des catégories)
Cet article concerne les monoïdes au sens de la théorie des catégories. Pour les monoïdes au sens de l'algèbre, qu'ils généralisent, voir monoïde.
La notion de monoïde ou d’objet monoïdal en théorie des catégories généralise la notion algébrique du même nom ainsi que plusieurs autres structures algébriques courantes. Il s'agit formellement d'un objet d'une catégorie monoïdale vérifiant certaines propriétés réminiscentes de celles du monoïde algébrique.

## Définition
Soit {\displaystyle \langle C,\otimes ,I\rangle } une catégorie monoïdale. Un triplet {\displaystyle (M,\mu ,\eta )} où
- M est un objet de la catégorie C ;
- {\displaystyle \mu } est un morphisme {\displaystyle M\otimes M\to M} appelé « multiplication » ;
- {\displaystyle \eta } est un morphisme {\displaystyle I\to M} appelé « unité » ;

est appelé monoïde lorsque les diagrammes suivants commutent :
avec {\displaystyle \alpha } l'associativité, {\displaystyle \lambda } l'identité à gauche et {\displaystyle \rho } l'identité à droite de la catégorie monoïdale.
De manière duale, un comonoïde est un monoïde sur la catégorie opposée {\displaystyle C^{\mathrm {op} }}.
Une définition équivalente est qu'un monoïde est une catégorie C-enrichie ne comportant qu'un unique objet.

## Catégorie des monoïdes
On peut définir la catégorie {\displaystyle \mathrm {Mon} (C)} des monoïdes sur C ayant :
- les monoïdes pour objets ;
- les morphismes préservant la structure de monoïde pour flèches.

Si {\displaystyle (M,\mu ,\eta )} et {\displaystyle (M',\mu ',\eta ')} sont deux monoïdes, un morphisme {\displaystyle f:M\to M'} préserve la structure de monoïde lorsque
- {\displaystyle f\circ \mu =\mu '\circ (f\otimes f)}
- {\displaystyle f\circ \eta =\eta '}.

En particulier les foncteurs monoïdaux (en) sont toujours des morphismes de monoïdes.
Par ailleurs,
{\displaystyle \mathrm {Mon} (C)=\mathrm {Alg} _{C}\mathrm {Assoc} }
c'est-à-dire que la catégorie des monoïdes sur C s'identifie à la catégorie des algèbres sur l'opérade associative.

## Exemples
- Un monoïde dans {\displaystyle \langle \mathrm {Set} ,\times ,1\rangle } est un monoïde usuel de l'algèbre ;
- Un monoïde dans {\displaystyle \langle \mathrm {Ab} ,\otimes _{\mathbb {Z} },\mathbb {Z} \rangle } est un anneau ;
- Un monoïde dans {\displaystyle \langle k{\text{-}}\mathrm {Vect} ,\otimes ,1\rangle } est une k-algèbre ;
- Pour toute catégorie C, la catégorie des endomorphismes [C, C] est monoïdale pour la composition, et un monoïde dans cette catégorie est une monade.